# Artia
Artia là chi thực vật có hoa trong họ Apocynaceae.